# جيم كيلي (لاعب كرة قدم)
جيم كيلي (بالإنجليزية: Jim Kelly)‏ (و. 1960  م) هو مالك فريق ناسكار، ولاعب كرة قدم أمريكية، من الولايات المتحدة، ولد في بيتسبرغ، يلعب كظهير ربعي.

## جوائز
حصل على جوائز منها:
- قاعة مشاهير محترفي كرة القدم.

## وصلات خارجية
- جيم كيلي على موقع إي إس بي إن.كوم (أن.أف.أل)3
- جيم كيلي على موقع مرجع كرة القدم المحترفة.كوم (الإنجليزية)
- جيم كيلي على موقع قاعة فلوريدا للمشاهير الرياضية (الإنجليزية)

- جيم كيلي على موقع IMDb (الإنجليزية)
- جيم كيلي على موقع إن إن دي بي (الإنجليزية)
- جيم كيلي على موقع قاعدة بيانات الفيلم (الإنجليزية)